# Taggutskott

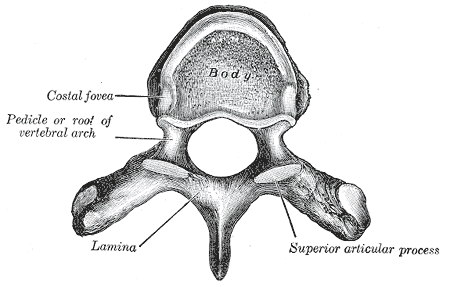
En bröstkota sedd ovanifrån. Taggutskottet syns nedtill i mitten.
Illustration: Gray's Anatomy, 1918. (PD)

Taggutskott (latin: processus spinosus, pluralis processus spinosi) är, i människans kropp, ryggkotor (vertebrae) dorsala utskott.
Taggutskotten är riktade bakåt och nedåt i kroppens medianplan. De sitter på kotbågen (arcus vertebrae) där bågens plattor (laminae arcus vertebrae) möts. De syns bakifrån när någon böjer sig framåt.
Taggutskotten utgör fäste för ryggens (dorsum) muskler och ligament.